# نادي دي لا بالما لكرة السلة
نادي دي لا بالما لكرة السلة (بالإسبانية: Unión Baloncesto La Palma)‏ كان فريق كرة سلة إسباني للمحترفين تأسس في سنة 1978 يقع مقره في سانتا كروث دي لا بالما، جزر الكناري. تم حل الفريق في سنة 2012

## وصلات خارجية
- الموقع الرسمي